# Новолуние (группа)
«Новолуние» — российская группа, исполняющая музыку в жанрах регги и дарк-регги.

## История
Группа «Новолуние» была создана летом 2000 года Волчицыным при всемерной моральной и технической поддержке Кирилла «Друида» Музыченко, владельца студии «SunFlower Sound» и лидера группы «Сопротивление» (Сергиев Посад), в которой Волчицын до этого играл на бас-гитаре. В костяк коллектива практически сразу влился также Иван «Мартин» Мартынов, старинный друг Волчицына и виртуозный клавишник. Поскольку точную дату, когда именно было принято решение о создании, никто из участников не запомнил, днём рождения группы волевым решением было принято считать 12 августа.
Название для группы, по словам Волчицына, было выбрано потому, что «новолуние — это состояние неопределённости, темноты, когда старое уже ушло, а новое ещё не началось».
Поначалу, будучи задуманной Волчицыным как просто проект для фиксации собственных песен на плёнке, группа не имела никаких амбиций в отношении концертной деятельности и немедленно после создания приступила к записи альбома. Основной уклон сразу был взят в сторону звучания, подобного ямайскому популярному стилю «регги», но с плотным уклоном в минорные тональности в музыке и мрачную экзистенциальность в текстах песен наподобие Комитета Охраны Тепла. Сами участники окрестили этот стиль «тёмное регги» (или, как калька с английского, «дарк-регги»).
В конце 2001 года на технической базе студии «SunFlower Sound» была завершена запись альбома «Последнее октября», который в начале 2002 года был распространён в сети Интернет. В работе над фонограммой неоценимую помощь оказал прославленный джазмен Сергей Летов. Альбом был очень тепло принят слушателями, что сподвигло коллектив начать движение в сторону набора полного состава музыкантов и осуществления концертной деятельности. Однако, в силу ряда обстоятельств как объективного, так и (в основном) субъективного характера, единственным выступлением коллектива стал совместный с группой «Чёрный Лукич» акустический концерт в подмосковном посёлке «Заветы Ильича» в составе: Волчицын — гитара, вокал; Друид — соло-гитара.
В этот период с группой сотрудничают такие музыканты, как Кристина Мельницкая («Sun Parole», «Sound Of The Ground», «Две С Половиной Луны»), Юрий Дедов (Сергиево-Посадский городской оркестр), Дарья Балдина («Roll Of Mind», «Шабаш», «Инструкция По Выживанию»), Алексей Толкачёв («Авантюра», «Jah Division», «Jah Torch»), Дмитрий Шубин («Резервация Здесь», «Ожог», «Банда Четырёх»).
После нескольких неудачных попыток организовать концертную деятельность «Новолуние» возвращается к формату чисто студийного проекта и в изначальном составе (Волчицын, Друид, Мартин) приступает к записи второго альбома с рабочим названием «Lieben Verboten».
В феврале 2005 года группа, уже изрядно ушедшая в тень, неожиданно получает приглашение на программу «Лаборатория» радио «Культура». Несмотря на общую напряжённость участников и некоторые технические неурядицы в ходе эфира, «Новолуние» получает высокую оценку со стороны слушателей. В этот же период студия «SunFlower Sound» закрывается, и запись альбома, и без того затянувшаяся, зависает в неопределённости.
В 2006 году Волчицын начинает сотрудничество с молодой студией «Ангмар», где без участия остальных музыкантов записывает песню «Мёртвые» на стихи Егора Летова. Планируется, что песня под лейблом «Новолуния» войдёт в сборник «Трибьют Гражданской Обороны» № 3. К сожалению, организаторам издания сборника не удаётся решить какие-то внутренние вопросы, и выход третьей части отменяется. Записанная песня включается в будущий альбом «Новолуния». В 2008 году после смерти Егора Летова песня из альбома исключается и публикуется отдельно, как сингл.
26 сентября 2011 года завершается запись второго альбома «Новолуния», которому даётся выходное название «Лето на заборе».
В ноябре трагически уходит из жизни присоединившаяся к коллективу в начале 2011 года вокалистка Александра Немтинова.
До марта 2012 года ведутся переговоры с различными издателями о выпуске компакт-диска. В связи с тем, что заинтересовать этим предложением никого не удаётся, 6 апреля 2012 года группа начинает распространять запись в сети Интернет.
Летом 2012 года коллектив стабилизируется в следующем составе:

## Состав
- Волчицын — голос, ритм-гитара;
- Александр «Зяма» Раскольников — бас-гитара;
- Алексей «МаниакЪ» Евсеев — соло-гитара, труба;
- Иван «Мартин» Мартынов — клавишные, саксофон;
- Алексей «Бульдозер» Толкачёв — барабаны.

Группа начинает концертную деятельность и впервые выходит на публику в московском клубе «Вермель», где удостаивается восторженного приёма слушателей, выйдя в полуфинал конкурса «MuseCube Start-Up».
После ряда успешных концертов, в начале 2013 года Алексей Толкачёв по семейным обстоятельствам приостанавливает музыкальную деятельность, и место за ударной установкой занимает барабанщик группы EXSI Максим «Просто Максим».
Группа продолжает активную концертную деятельность.

## Дискография

### Студийные альбомы и синглы
- 2001 — «Последнее Октября», альбом
- 2006 — «Мёртвые», сингл (на стихи Е.Летова)
- 2011 — «Лето На Заборе», альбом

### Пресса
- Михаил Волчицын. Интервью для портала ShadeLynx.Ru (недоступная ссылка)
- «MUSECUBE START UP»: итоги двух 1/4 финалов конкурса в клубе «Вермель» Архивная копия от 2 октября 2013 на Wayback Machine
- Андрей Ордальонов. «Волчицын. Ледяные искры в интимном полумраке» (статья) Архивная копия от 15 июня 2013 на Wayback Machine
- «Новолуние» в клубе «Дулин Хауз» (фоторепортаж) Архивная копия от 16 июня 2013 на Wayback Machine